# Leviathan (гурт)
Leviathan — американський блек-метал-гурт, заснований в 1998 році Джефом Вайтхедом під псевдонімом Wrest.

## Історія
Leviathan був заснований у Сан-Франциско, США як проєкт з однієї людини Джефом Уайтхедом під псевдонімом Wrest.
Із 2000 по 2002 рік Wrest записав 15 демо-записів і випустив 3 компіляції. У 2003 році вийшов дебютний альбом Leviathan The Tenth Sub Level of Suicide на лейблі Moribund Records, який набув широкої популярності в багатьох андеграунд-колах.
Роком пізніше Wrest записав 3 спліт-альбоми з гуртами Xasthur і Crebain і 16 червня вийшов другий студійний альбом Tentacles of Whorror на лейблі Moribund Records.
У 2005 році вийшов третій повноформатний альбом під назвою A Silhouette in Splinters на лейблі Profound Lore Records лімітованим тиражем на вінілі, але був перевиданий на CD лейблом Moribund Records у 2008 році.
Пізніше вийшли 2 мініальбоми The Speed of Darkness і кілька спліт-альбомів з гуртами Sapthuran, Blackdeath і в 24 березня 2008 року вийшов четвертий повноформатний альбом Massive Conspiracy Against All Life на лейблі Moribund Records.
Після випуску четвертого альбому Wrest на деякий час взяв перерву через судові розгляди. У 2011 році проєкт відновив діяльність і 8 листопада того ж року вийшов п'ятий повноформатний альбом True Traitor, True Whore на лейблі Profound Lore Records. Через чотири роки 3 березня на лейблі Profound Lore Records виходить шостий студійний альбом Scar Sighted лімітованим бокс-сетом, а пізніше був перевиданий на подвійному вінілі.
3 травня 2016 року лейбл Hammerheart Records оголосив, що перші п'ять альбомів Leviathan будуть перевидані самим же лейблом до осені того ж року.
Через деякий час після запису альбому Massive Conspiracy Against All Life у Джефа почалися розбіжності з лейблом Moribund Records, у зв'язку з чим він захотів випустити альбом на Battle Kommand Records. За умовами контракту, Джеф не міг випустити студійний матеріал, запис якого вже був сплачений, на іншому лейблі, тому спробував випустити альбом під вивіскою свого іншого проєкту — Lurker of Chalice. Власники Moribund Records, дізнавшись про це, ініціювали процес, внаслідок якого альбом таки був виданий у своєму первісному вигляді.
На початку 2011 року Джефа Уайтхеда було заарештовано у зв'язку з зґвалтуванням своєї 26-річної подруги. Через рік усі з нього було знято всі звинувачення, а Джефа засудили до двох років умовно.

## Склад
- Джеф «Wrest» Уайтхед — всі інструменти, вокал (1998—2008, 2011 — сьогодні)

## Дискографія

### Студійні альбоми
- 2003 — The Tenth Sub Level of Suicide
- 2004 — Tentacles of Whorror
- 2005 — A Silhouette in Splinters
- 2008 — Massive Conspiracy Against All Life
- 2011 — True Traitor, True Whore
- 2015 — Scar Sighted

### Міні-альбоми
- 2006 — The Speed of Darkness
- 2006 — The Blind Wound

- 2003 — Live in Eternal Sin/The Speed of Darkness (спліт з Iuvenes)
- 2004 — Crebain/Leviathan (спліт з Crebain)
- 2004 — Black Metal Against the World (спліт з Funeral Winds, Ad Hominem і Eternity)
- 2004 — Xasthur/Leviathan (спліт з Xasthur)
- 2005 — Totentanz II/Portrait in Scars (спліт з Blackdeath)
- 2006 — Sapthuran/Leviathan (спліт з Sapthuran)
- 2009 — Sic Luceat Lux (спліт з Acherontas)
- 2014 — Leviathan/Krieg (спліт з Krieg)

### Компіляції
- 2001 — Intolerance
- 2001 — Sacrifice Love at the Altar of War
- 2002 — Verräter
- 2005 — Demos Two Thousand
- 2005 — Howl Mockery at the Cross

### Демозаписи
- 2000 — Leviathan
- 2000 — Time End
- 2000 — Three
- 2000 — MisanthropicNecroBlasphemy
- 2000 — Black of Cult
- 2000 — Shadow of No Light
- 2001 — Seven
- 2001 — Eight
- 2001 — Nine (Inclement Derision)
- 2001 — Ten
- 2001 — Eleven
- 2002 — Howl Mockery at the Cross
- 2002 — White Devil, Black Metal
- 2002 — The Tenth Sub Level of Suicide
- 2002 — Fifteen